# Potamogeton tricarinatus
Potamogeton tricarinatus là một loài thực vật có hoa trong họ Potamogetonaceae. Loài này được F.Muell. & A.Benn. miêu tả khoa học đầu tiên năm 1892.